# Вторжение на Доминику (1778)
Вторжение на Доминику (7 сентября 1778 года) — успешное французское вторжение на остров Доминика в Британской Вест-Индии в начале англо-французской войны 1778—1783 годов, связанной с американской войной за независимость. Вторжение произошло до того, как британские власти на Карибских островах узнали, что Франция вступила в войну как союзник Соединённых Штатов Америки. Организатором вторжения стал губернатор Французской Вест-Индии Франсуа Клод Амур, маркиз де Буйе, который 17 августа 1778 года узнал, что Франция находится в состоянии войны с Британией. По его решению, на остров были внедрены шпионы, с целью организации поддержки вторжения франкоговорящими доминиканцами.
Рано утром 7 сентября 1778 года французские войска высадились на юго-восточном побережье острова. Они быстро сломили оборону острова и, в конце концов, взяли под контроль возвышенность над столицей острова Розо. Вице-губернатор Доминики Уильям Стюарт капитулировал. Доминика оставалась в руках Франции до конца войны, после чего была возвращена под британский контроль.

## Предпосылки
После решающего сражения при Саратоге в октябре 1777 года и последующей капитуляции армии британского генерала Джона Бургойна, Франция решила открыто вступить в американскую войну за независимость в качестве союзника Соединённых Штатов Америки. Целью Франции было возвращение территорий, которые были потеряны Британией в Семилетней войне. Одной из главных территорий, вызывающих особый интерес, был остров Доминика в Вест-Индии, который лежал между французскими Мартиникой и Гваделупой и был захвачен Великобританией в 1761 году. Возвращение острова улучшило бы сообщение между островами и прекратило бы использование доминиканских портов каперам, охотящимся на французские корабли.
Губернатор Доминики Томас Ширли беспокоился о безопасности острова с самого начала войны (1775 год). Действуя вопреки инструкциям властей из Лондона по уменьшению затрат на оборону, губернатор улучшал фортификацию острова. В 1778 году Ширли отправился в отпуск в метрополию, оставив работу по укреплению острова незавершённой. Командование было оставлено на вице-губернатора Уильяма Стюарта. К августу 1778 года работы по фортификации всё ещё продолжались.

## Подготовка
Французский фрегат «Конкорд» достиг Мартиники 17 августа с приказом из Парижа взять Доминику при первой же возможности и де Буйе сразу же разработал план такой операции. Он поддерживал контакты с доминиканским населением, среди которого преобладали этнические французы, в том числе свободных цветных людей. В результате де Буйе имел точное представление о состоянии обороны доминиканцев и знал, что гарнизон острова насчитывает менее «пятидесяти солдат, пригодных к службе». Он также был обеспокоен местонахождением британского флота под командованием адмирала Сэмюэля Баррингтона с Подветренных островов, который был значительно более мощным, чем французский. Де Буйе не знал, что Баррингтон, только недавно вступивший в командование, получил приказ оставить большую часть своего флота на Барбадосе, до получения дальнейших указаний. Британские регулярные силы на Доминике, которых в общей сложности насчитывалось около 100 человек, были распределены между оборонительными сооружениями в столице Розо, холмах, которые возвышались над ней, и в форте Кашакру.
Де Буйе тщательно сохранял видимость мира в своих отношениях с доминиканскими властями, когда он начал подготовку к вторжению на Мартинике. 2 сентября он и Стюарт подписали соглашение, которое формально запрещало каперам заниматься грабежом. На следующий день де Буйе послал одного из своих офицеров на Доминику, чтобы узнать, стоит ли ещё фрегат Королевского флота на якоре в заливе Принца Руперта (недалеко от современного Портсмута). Стюарт, задержал посланца, и, допросив, отпустил. 5 сентября де Буйе узнал, что фрегат ушёл в Барбадос.
Вторжение началось. По предположению некоторых британских источников, в форт Кашакру проникли французские солдаты, напоили его гарнизон алкоголем и засыпали песком отверстия пушек форта, на время выведя их из строя. Де Буйе внедрил на остров агентов, убедивших некоторых местных франкоговорящих ополченцев отказаться от своей присяги и выступить на стороне французов.

## Вторжение
После захода солнца 6 сентября, 1800 французских солдат и 1000 добровольцев покинули Мартинику на борту фрегатов «Tourterelle», «Diligente» и «Amphitrite», корвета «Étourdie» и флотилии небольших судов. Приведённые числа взяты из отчета де Буйе о вторжении; между тем, некоторые британские источники утверждают, что его силы французов насчитывали до 4500 человек. На рассвете 7 сентября была атакована батарея форта Кашакру. Британский гарнизон, по причине алкогольного опьянения и с неисправными пушками, не оказал никакого сопротивления. Единственными жертвами оказались двое солдат 48-го полка, которые были сбиты с крепостного вала и разбились насмерть. Захватив батарею, французы открыли огонь из пушек и отправили в небо сигнальные ракеты, чтобы подать сигнал остальным своим силам. Вице-губернатор Стюарт в столице немедленно поднял тревогу. Многие из франкоговорящих доминиканских ополченцев не явились, так как ранее были подговорены шпионами де Буйе. Около 100 ополченцев всё же собрались и были направлены на оборону Розо.
Французы продолжили высадку войск между Кашакру и Розо с целью занять высоту над столицей. Основные силы в 1400 человек высадились примерно на 2 мили (3,2 км) южнее Розо, недалеко от Пуэнт-Мишель. От сильного огня британской батареи, находящийся на высоте, погибло около 40 человек. Де Буйе высадился с ещё 600 ополченцами в Лубьере, между Пуэнт-Мишель и Розо, в то время как ещё 500 человек оказались к северу от Розо. Французские корабли бомбардировали столицу. Французы ненадолго захватили прибрежный форт у Лубьера, но трижды были выбиты огнём батареи, расположенной на холмах. В конце концов батарея была захвачена. К полудню французы заняли возвышенность над столицей, и Стюарт понял, что ситуация безнадежна.
Около 15 часов, после переговоров, Стюарт и де Буйе подписали условия капитуляции. Переговоры были прерваны обстрелом французским фрегатом форта Янг, над которым ещё развевался британский флаг, а капитан фрегата был не в курсе происходящего. Двое командующих направились к форту для предотвращения дальнейшей перестрелки. Французы официально взяли под свой контроль Розо. Британские солдаты были взяты в плен, а ополченцы были отпущены по домам. Де Буйе, заинтересованный в хороших отношениях с местным населением, не позволил своим войскам грабить город. Вместо этого, он собрал сбор в размере 4400 фунтов стерлингов, который распределил между своими людьми.

## Последствия
Де Буйе в официальной переписке утверждал, что французы не понесли потерь. Стюарт же сообщил, что французы, скрывают количество погибших во время вторжения. Де Буйе оставил на острове гарнизон численностью 800 человек (700 человек французских регулярных войск и 100 ополченцев), передал командование маркизу де Дюшильо и вернулся на Мартинику.
Новости о падении Доминики были встречены в Лондоне с удивлением. Учитывая, что один линейный корабль мог предотвратить атаку, адмирала Баррингтона обвиняли в потере острова и критиковали за то, что он слишком строго придерживался приказов. На Барбадосе Баррингтон дождался прибытия подкрепления и в декабре 1778 года взял Сент-Люсию. Эти события были первыми среди серии военных действий, приведших к смене контроля над Карибскими островами. Британцы назначили Томаса Ширли губернатором Подветренных островов в 1781 году. В 1782 году Ширли был взят в плен де Буйе, когда Британия сдала Сент-Китс.
Доминика оставалась под властью Франции до 1784 года. К большому неудовольствию де Буйе, остров был возвращён Британии в соответствии с условиями Парижского договора 1783 года. Тот факт, что во время вторжения французы поставляли оружие туземцам и местным жителям смешанной крови, создал проблемы для британцев. Местные жители, ранее миролюбивые, сопротивлялись попыткам британцев расширить свои владения на острове, что привело к конфликту в 1785 году.